# Iglesia de Nuestra Señora de los Desamparados y San Isidro
La iglesia de la Virgen de los Desamparados y San Isidro Labrador, también conocida como ermita del Camino Viejo de Torrente o iglesia de San Isidro del Camino Viejo de Torrente se encuentra en el barrio de San Isidro que forma parte del distrito de Patraix.

## Historia
El origen del barrio de San Isidro comienza con la construcción de la iglesia que se levantó sobre un campo de habas en 1902 en la huerta de Safranar. Fue diseñada por el arquitecto Joaquín María Arnau Miramón bajo el encargo del arcipreste de Torrente, Salvador Muñoz Álvarez. Los terrenos eran propiedad del arcipreste, quien los entregó y sufragó la obra, bajo la condición de que fuese dedicado el templo a San Isidro Labrador, haciendo honor al nombre de su padre. En principio era una ermita dependiente de la parroquia de San Nicolás de Patraix. En 1954 la ermita fue elevada a la iglesia parroquial y en 1960 se añadiría la advocación de la Virgen de los Desamparados.
La riada de 1957 supuso un punto y aparte sobre la vida del barrio de la ciudad. En la década de 1960, el Plan Sur, con la construcción del nuevo cauce del río Turia, rompió el espacio huertano ocupando 500 hectáreas de suelo agrícola con una infraestructura lineal que dividió la huerta en dos y conllevó la reestructuración de acequias e infraestructuras de comunicación, condenando a la desaparición a las tierras de uso agrícola aún existentes entre el nuevo cauce y la ciudad. Además, la construcción de una línea de tren dividió el barrio en dos, rompiendo con su crecimiento hacia el sur.
No fue hasta 1970 cuando se construyó el primer edificio de la calle dels Gremis y Campos Crespo, ampliando los límites de la ciudad al integrar las pequeñas localidades de su alrededor cambiando, así la huerta de San Isidro para siempre, aunque manteniendo su alquería datada del siglo XVII, la alquería dels Frares.
En el 2002 el Ayuntamiento de Valencia llevaría a cabo la protección de todos los núcleos históricos del área metropolitana de Valencia incluyendo al barrio de San Isidro en el catálogo de Bienes y Espacios Protegidos, pero su huerta aún quedaría y quedará atrapada bajo los límites de la ciudad.

## Estructura del templo
Joaquín María Arnau Miramón fue el arquitecto que diseñó esta iglesia por encargo del arcipreste Salvador Muñoz Álvarez en honor a su padre, Isidro Muñoz. Se levanta sobre las tierras heredadas de Muñoz Álvarez. En un inicio tuvo la categoría de ermita dependiente de la iglesia de San Nicolás del barrio de Patraix y ya en 1954 obtuvo la categoría de iglesia parroquial añadiendo en los 60 la titulación actual, Iglesia de la Virgen de los Desamparados y San Isidro Labrador. Se colocó en 1998 una lápida de mármol que señala, en el centro de la nave que se sitúa en frente de la capilla mayor, donde descansaba el cuerpo del arcipreste.

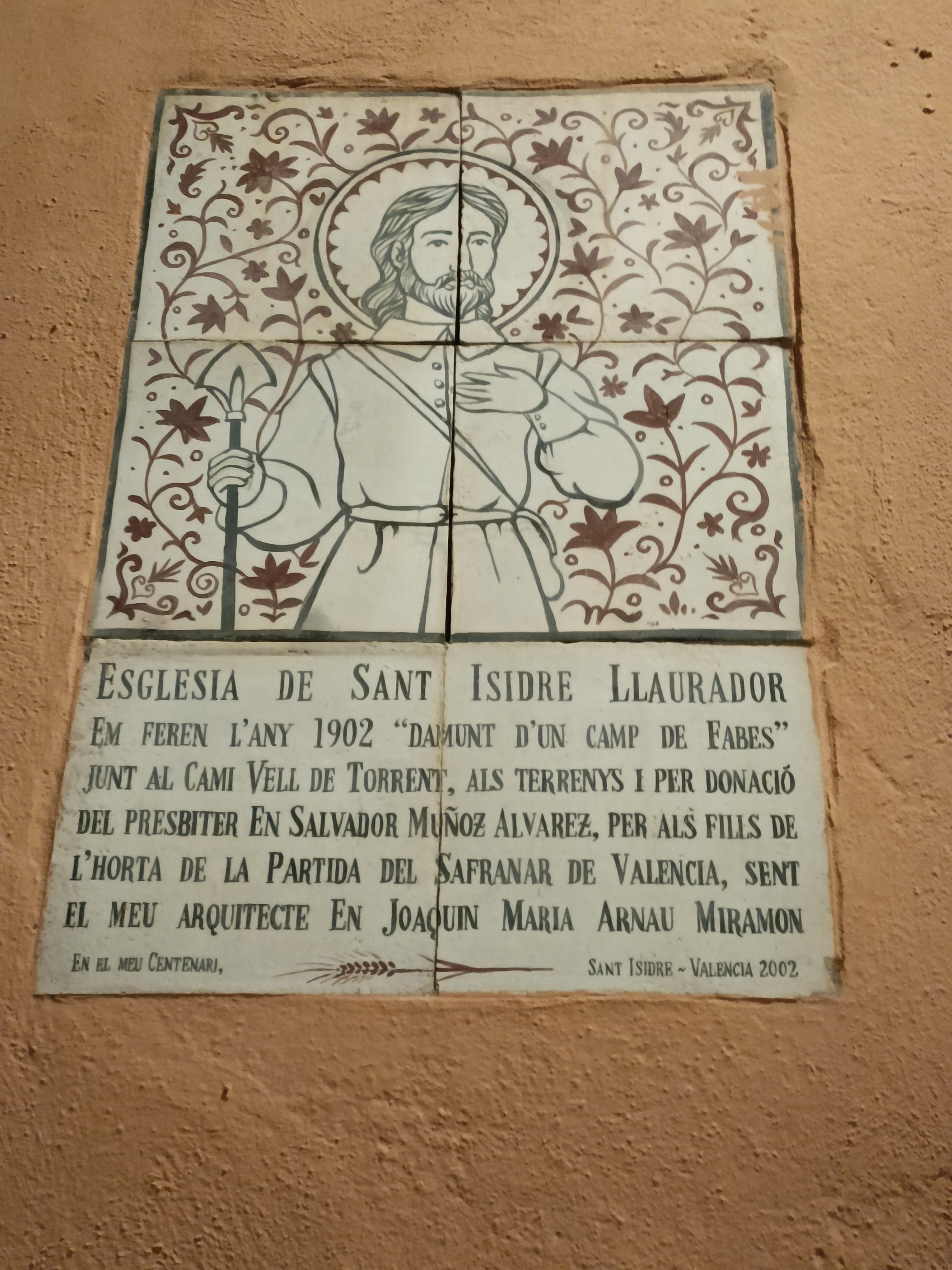

Haciendo un análisis formal del templo, se observa que es de planta rectangular de una única nave con capillas laterales situadas entre los contrafuertes. Su fachada se forma por la puerta de entrada en un arco de medio punto enmarcado por un frontón, encima de este hay un óculo que es cubierto por un arco de medio punto ciego que a su vez es rematado por otro frontón triangular de forma hastial. Justo en el vértice se sitúa una escultura del Sagrado Corazón de Jesús. En el interior, la cubierta se forma con una bóveda de cañón, el presbiterio es por su parte pentagonal cerrándose con una bóveda de cuarto de esfera.
La iglesia posee una torre cuadrangular en la cabecera de esta que se eleva en dos cuerpos rematados en las esquinas de la terraza con cuatro obeliscos de piedra sumado a un edículo. La torre funciona a modo de campanario y alberga tres campanas: San José (1905), San Isidro (1955) y una de campanas de menor tamaño y la más antigua (1767) extraída de la alquería de Burguet.
Las capillas del interior están dedicadas a Santa Rita de Casia, a San Antonio Abad y al Santísimo Cristo de la Fe. La devoción a este Cristo tiene antigua raigambre en el barrio, pues se remonta a 1675, cuando los monjes dominicos del convento Santo Domingo de la ciudad de Valencia, regalaron una imagen de Cristo a los huertanos de Safranar. Dicha imagen quedó custodiada en la alquería de Burguet, donde había una pequeña ermita. La imagen fue destruida en la guerra civil siendo la actual una copia de la original.
En frente de la iglesia se encuentra una cruz de hierro forjado que era la que en origen delimitaba la ciudad en el camino viejo de Torrente, hacia el sur. Su existencia consta desde 1556, pero fue destruida y reconstruida en diferentes situaciones, como durante la guerra civil española. Con la construcción del Plan Sur (1966) fue de nuevo derribada, y pasó de la vera del camino a su ubicación actual. La cruz actual fue levantada en 1975 y sufragada por la comisión de fiestas del Santísimo Cristo de la Fe del propio barrio de San Isidro. Es de hierro forjado y homenajea a las cruces desaparecidas, además, contiene una pequeña placa con su fecha de erección y el mecenazgo. Aunque se encuentra frente al templo, su existencia no estaba relacionada en origen con el mismo.